# Проспект Вячеслава Черновола
Проспе́кт Вячесла́ва Черново́ла — улица во Львове (Украина), важная транспортная магистраль.
Ориентирован в северном направлении; будучи продолжением проспекта Свободы, начинается от улицы Городоцкой и заканчивается пересечением с улицей Варшавской. Параллельно проспекту в его начале проходит улица Кулиша, которая затем вливается в него.

## Названия
Улица называлась:
- с 1825 года — улица Пелтвы (польское название Полтвы),
- с 1871 года — Пелтевна (то есть, Полтвяная),
- с 1945 года — Полтвяная (Речная),
- с 1956 года — 700-летия Львова,
- с 1999 года, согласно постановлению горсовета, имеет нынешнее название (в честь Вячеслава Черновола, который в 1990—1992 годах был председателем Львовского областного совета)[1].

## История
Линия проспекта в основном совпадает с руслом реки Полтва, которая была заключена в коллектор. Застройка большей части улицы относится к 1970-м годам; в начале улицы есть здания начала XX века и 1950-х годов, в средней части также застройка начала XXI века.
В 1890 году Полтву, вдоль которой проходила улица, перекрыли дубовыми балками в районе площадей Резни и Зерновой. В начале XX века перекрыли реку на Полтвяной улице до железнодорожного моста, а в 1920-х годах — до современной улицы Липинского. Около 1910 года был проложен выезд с Полтвяной на Городоцкую. Тогда же парная сторона Полтвяной была частично застроена сооружениями в стиле модерн. В 1950—1952 годах в начале улицы, за Оперным театром, планировали создать Центральную площадь Львова с величественным памятником Сталину, которая должна была стать даже больше, чем Красная площадь в Москве. Однако по этому плану до 1957 года возвели лишь семиэтажный жилой дом № 3. В 1960-х годов построили гостиницу «Львов», кинотеатр «Мир» и застеклённую коробку Облстатуправления. Саму улицу при этом расширили и переименовали в улицу 700-летия Львова.
На проспекте Черновола находится много зданий офисного назначения (бывших и ныне действующих научно-исследовательских институтов, а также банков) и торговых центров, гостиница «Львов». Вдоль проспекта проложена троллейбусная линия (маршрут № 13).